# James Gregory (matematiker)
James Gregory, född i november 1638 i Aberdeen, död i oktober 1675, var en skotsk matematiker, optiker och astronom.
Gregory blev efter en flerårig vistelse i Italien professor i matematik 1669 i S:t Andrews i Skottland och 1675 vid universitetet i Edinburgh. Gregory gav de första exemplen på Maclaurinserier för trigonometriska funktioner. Dessa serier uppkallades senare efter Colin Maclaurin. Några dagar före sin död blev han plötsligt blind, under det han var sysselsatt med att observera Jupiters månar. 
Gregory var bekant genom uppfinningen av det så kallade Gregoryteleskopet och offentliggjorde idén till dess konstruktion 1663.